# 郭希汾
郭希汾（1889年—？年），山西太原府陽曲縣人，畢業於山西西學專齋法律專門班。

## 生平
- 復入專科，宣統三年，經學部考試列優等；八月甲子引見，賞給進士出身[2]。
- 私立明原中學校校長[3]